# Alchemilla xanthochlora
Alchemilla xanthochlora é uma espécie de rosácea do gênero Alchemilla, pertencente à família Rosaceae.